# Morena (geomorfologija)
Morene spadaju u glacijalne akumulativne oblike reljefa. To su odlomci stena koji lednik nosi sa sobom. One se delimično sakupljaju u pukotinama po ivici lednika, stvarajući ivične morene. Na mestu gde se lednik završava sav stenoviti materijal, koji je on transportovao, taloži se u obliku velikih lučnih bedema ili čeonih morena.
Nagomilavanjem nanosnog morenskog materijala nastaju karakteristični oblici akumulativnog glacijalnog reljefa, zaobljena uzvišenja u vidu izduženih brežuljaka. Zavisno od položaja ovih oblika razlikuju se bočne i čeone morene. 
Bočne morene nastaju nagomilavanjem ivičnih morena. One se pružaju sa obe strane ledničke doline, paralelno sa ledničkim jezikom. Ima slučajeva kada prate lednik gotovo na čitavoj njegovoj dužini. Sastoje se od siparskog i drobinskog materijala koji je postao mraznim razoravanjem i nivacionim procesima na planinskim stranama ledničkih dolina. Najbolje morfološki predstavljene morene imaju današnji valovi. U fosilnim valovima one su razorene i raznesene postglacijalnom rečnom erozijom. 
Čeone morene javljaju se na čelu lednika, na mestu gde se on otapa. Imaju oblik lučnog nanosnog bedema koji okružuje čelo lednika i pregrađuje ledničku dolinu. Izgrađene su od podinskih morena ali i od materijala drugih pokretnih morena (stenoviti blokovi, drobina, pesak, glina, nanos podledničkih potoka). Njihova visina može dostići i 100 m a širina više desetina metara. Unutrašnja strana čeonih morena je konkavna i okrenuta uzvodno ka valovu. Konveksna strana okrenuta je niz rečnu dolinu u kojoj teče reka postala od vode sočnice. Sa unutrašnje strane morene, uokviren njenim lučnim bedemom, nalazi se preizdubljeni, plitki deo ledničkog korita u kome se otapa lednik. To je terminalni basen. Delovi ovog basena mogu biti ispunjena jezerima. To su jezera u terminalnim basenima. U terminalnom basenu pleistocenog Plavskog lednika nalazi se Plavsko jezero.